# Darwinopterus modularis
Darwinopterus modularis (лат.) — вид птерозавров юрского периода из рода Darwinopterus. Первоначально, при его описании, был единственным в составе рода Darwinopterus, названного в честь Чарльза Дарвина.

## Распространение
Ископаемые отложения юрского периода: Китай, Ляонин, Jianchang, Tiaojishan Formation.

## Описание
Птерозавр небольшого размера с длинным хвостом. Череп относительно крупный, имеет длину от 14 до 19 см, крылья были длиной от 34 до 46 см. На черепе находится низкий длинный гребень, похожий на таковой же у Noripterus и у базального рода Germanodactylus или других представителей семейства Dsungaripteroidea. В челюстях пятнадцать пар острых хорошо отделённых друг от друга зубов, постепенно увеличивающихся в направлении к передней части головы. Их форма говорит о функции удержания добычи.
Голотип (с номером экземпляра ZMNH M8782; Zhejiang Museum of Natural History, Hanzhou, Zhejiang Province, Китай) — это хорошо сохранившийся скелет с черепом, челюстями, почти полным позвоночником, частично сохранённой грудиной, плечевым поясом, частично сохранившимися левой передней конечностью (крылом) и частями задних ног. Скелет передан в Естественноисторический музей города Ханчжоу, провинция Чжэцзян. Второй экземпляр (YH-2000, учтённый при описании вида) частично сохранился: у него отсутствуют лишь части черепа, грудина и несколько костей пальцев. Он сохраняется в Yizhou Museum (Yixian, Yi) в провинции Ляонин. Авторами описания стали три палеонтолога из Института геологии Китайской Академии геологических наук (Люй Цзюньчан, Liu Yongqing, Ji Qiang), сотрудник музея Zhejiang Museum of Natural History (Jin Xingsheng) и английский палеонтолог Дэвид Анвин (David M. Unwin; School of Museum Studies, University of Leicester, Лестер).

## Систематика
Первоначально был единственным видом рода Darwinopterus Lü et al., 2010, позже было описано ещё два вида. Разделяет признаки характерные как для длиннохвостых, так и для короткохвостых птерозавров, поэтому описан как промежуточная между ними ископаемая группа (в составе таксона Breviquartossa Unwin, 2003; Monofenestrata).

### Кладограмма
|                | Различные группы длиннохвостых птерозавров                                       |
|                |                                                                                  |
| Monofenestrata | \| \| Darwinopterus modularis ... \| \| \| \| \| \| Pterodactyloidea \| \| \| \| |
|                | \| \| Darwinopterus modularis ... \| \| \| \| \| \| Pterodactyloidea \| \| \| \| |
|                | Darwinopterus modularis ...                                                      |
|                |                                                                                  |
|                | Pterodactyloidea                                                                 |
|                |                                                                                  |

|  | Darwinopterus modularis ... |
|  |                             |
|  | Pterodactyloidea            |
|  |                             |